# Chiesa di Sant'Agata (Montemignaio)
La chiesa di Sant'Agata è un edificio sacro che si trova in località Castel Leone a Montemignaio.
La chiesa, introdotta da un loggiato a tre arcate, presenta un interessante portale d'ingresso ad arco acuto il cui architrave riporta l'anno di costruzione, 1306; sulla lunetta è scolpito lo stemma dell'Arte della Lana. L'interno, a una sola navata con soffitto sostenuto da due capriate, ha subito nel tempo numerosi rimaneggiamenti.